# Dean Wells
Dean Wells (Louisville, Kentucky; 20 de julio de 1970-3 de abril de 2025) fue un jugador estadounidense de fútbol americano que jugó diez temporadas con tres equipos en la NFL en la posición de linebacker.

## Carrera
A nivel universitario jugó para los Kentucky Wildcats. Wells fue seleccionado en la posición 85 de la cuarta ronda del Draft de la NFL de 1993 por los Seattle Seahawks, equipo con el que jugó sus primeras seis temporadas.
En 1999 firma con los Carolina Panthers con los que jugó tres años para luego retirarse en 2002 con los New England Patriots.

## Muerte
Wells murió de cáncer el 3 de abril de 2025 a los 54 años.